# Das Gegenteil von Allem
Das Gegenteil von Allem ist das fünfte Studioalbum der deutschen Band Jupiter Jones.

## Inhalt
Das Album enthält den „Punkrock“-Titel Denn sie wissen, was sie tun und die „Gitarrenpop“-Lieder 4-9-6 Millionen, Treppenwitz und Zuckerwasser.
Titelliste
| #   | Titel                                   | Länge |
| --- | --------------------------------------- | ----- |
| 1.  | 4-9-6 Millionen                         | 3:18  |
| 2.  | Rennen + Stolpern                       | 3:41  |
| 3.  | Denn sie wissen, was sie tun            | 3:51  |
| 4.  | Treppenwitz                             | 3:31  |
| 5.  | Anderthalb Sommer                       | 3:35  |
| 6.  | Hunderttausend Typen wach               | 4:56  |
| 7.  | Zuckerwasser                            | 3:58  |
| 8.  | Glücklich (Wir müssen üben)             | 3:36  |
| 9.  | Die Landung                             | 3:43  |
| 10. | Momentaufnahme 3 (Schrödingers Dilemma) | 4:33  |
| 11. | Alles was ich weiß                      | 5:08  |

## Singleauskopplungen
Als erste Single wurde am 27. September 2013 das Lied Rennen + Stolpern veröffentlicht, das sich am 11. Oktober 2013 in den deutschen Singlecharts platzieren konnte. Hierzu entstand auch ein Video unter der Regie von Hagen Decker. Am 15. Oktober 2013 trug die Band Rennen + Stolpern im Studio der N-Joy Live-Lounge als Akustikversion vor.
| Jahr | Titel             | Höchstplatzierung, Gesamtwochen, AuszeichnungChartplatzierungen (Jahr, Titel, , Platzierungen, Wochen, Auszeichnungen, Anmerkungen) | Höchstplatzierung, Gesamtwochen, AuszeichnungChartplatzierungen (Jahr, Titel, , Platzierungen, Wochen, Auszeichnungen, Anmerkungen) | Höchstplatzierung, Gesamtwochen, AuszeichnungChartplatzierungen (Jahr, Titel, , Platzierungen, Wochen, Auszeichnungen, Anmerkungen) | Anmerkungen                              |
| Jahr | Titel             | DE | AT | CH | Anmerkungen                              |
| ---- | ----------------- | --- | --- | --- | ---------------------------------------- |
| 2013 | Rennen + Stolpern | DE23 (8 Wo.)DE | — | — | Erstveröffentlichung: 27. September 2013 |
| 2014 | Zuckerwasser      | — | — | — | Erstveröffentlichung: 28. Februar 2014   |

## Rezeption

### Rezensionen
Musikexpress bezeichnete Das Gegenteil von Allem als "Deutschrock-Album voll von Pathos, Pop und dem Punkrock von früher noch irgendwo im Geiste."

### Chartplatzierungen
Das Gegenteil von Allem stieg erstmals am 25. Oktober 2013 auf Rang fünf der deutschen Albumcharts ein, was zugleich die beste Chartnotierung darstellte. Bis zum 22. November 2013 platzierte sich das Album fünf Wochen in den Top 100, eine davon in den Top 10. Das Album avancierte nach Holiday in Catatonia und Jupiter Jones zum dritten Chartalbum für die Band in Deutschland. Erstmals erreichte die Band die Top 10. Bis zur Veröffentlichung von Die Sonne ist ein Zwergstern (2022, Rang 3) war es das bestplatzierte Album der Band. In Österreich platzierte sich das Album eine Woche in den Charts und erreichte dabei am 25. Oktober 2013 Rang 65 der Charts.
| ChartsChartplatzierungen | Höchstplatzierung | Wochen |
| ------------------------ | ----------------- | ------ |
| Deutschland (GfK)        | 5 (5 Wo.)         | 5      |
| Österreich (Ö3)          | 65 (1 Wo.)        | 1      |